# Geranium wallichianum
Espèce
Statut de conservation UICN

 LC  : Préoccupation mineure
Geranium wallichianum est une espèce de plantes herbacées de la famille des Geraniaceae.

## Répartition
Ce taxon se rencontre dans les pays suivants : Afghanistan, Chine, Inde, Népal, Pakistan.
La présence de ce taxon est incertaine dans le pays suivant : Bhoutan.

## Systématique
Le nom correct complet (avec auteur) de ce taxon est Geranium wallichianum D.Don ex Sweet.

## Divers
Le cultivar 'Rozanne' de cette espèce a été désigné plante du siècle lors de l'Exposition florale de Chelsea 2013 organisé par la Royal Horticultural Society,.